# Zhangu

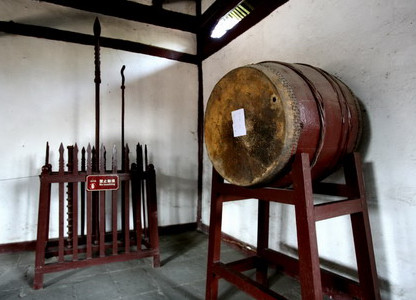
La foto de un zhangu de guerra chino.

El Zhangu (战鼓) es un instrumento musical chino. Es similar al Tanggu (堂鼓) en apariencia, pero tiene un tono más bajo. También conocido como Biangu (扁鼓)., era un instrumento utilizado en la música ritual y también popular entre las alianzas de boda tradicionales.

## Apariencia
El zhangu cuenta con una variedad de tamaños según cual sea su función, pero generalmente el diámetro del tímpano es de 270 mm, 330 mm, 400 mm, 460 mm y 540 mm y la altura de la caja suele ser de 170 mm, 200 mm, 240 mm, 300 mm y 340 mm. Suele estar hecho de madera y cuero y suele tener de 2 a 4 anillos de metal en la cintura de la caja. Se utiliza uno o dos palos para tocar el zhangu. El zhangu necesita dos hombres cuando se toca en la marcha del ejército, uno de ellos lleva lo lleva a la espalda y el otro toca detrás del primer hombre.

## Guangu
A este tipo de instrumento de percusión, se denomina Guangu (罐鼓) en la antigüedad en Mongolia, también conocido como Dagu (大鼓) o Jungu (军鼓). Hoy en día este instrumento sigue siendo popular en la zona oriental de la Mongolia Interior. El dagu mongol tiene una larga historia que se remonta a Genghis Khan ( 1162-1227 ), y se habría utilizado popularmente para ceremonias rituales y guerras. El viajero y comerciante italiano Marco Polo escribió en sus Los viajes de Marco Polo sobre los asuntos militares de Mongolia: "antes de ir a la batalla, todos los soldados esperan el sonido del Guangu de su comandante. Cuando sonaba el guangu del comandante, la mayoría de los soldados tocarán sus propios instrumentos y cantarán" .